# Passy (Senegal)
Passy (Senegal) (także Passi) – miasto w Senegalu, w regionie Fatick. Według danych szacunkowych na rok 2010 liczy 6 630 mieszkańców.